# Roeseliana
Roeseliana is een geslacht van rechtvleugeligen uit de familie van de sabelsprinkhanen (Tettigoniidae). De wetenschappelijke naam van dit geslacht is voor het eerst geldig gepubliceerd in 1941 door Zeuner.

## Soorten
Het geslacht Roeseliana omvat de volgende soorten:
- Roeseliana ambitiosa (Uvarov, 1924)
- Roeseliana azami (Finot, 1892)
- Roeseliana bispina (Bolívar, 1899)
- Roeseliana brunneri Ramme, 1951
- Roeseliana epirotica Lemonnier-Darcemont & Darcemont, 2023
- Roeseliana fedtschenkoi (Saussure, 1874)
- Roeseliana oporina (Bolívar, 1887)
- Roeseliana pylnovi (Uvarov, 1924)
- Roeseliana roeselii (Hagenbach, 1822) - Greppelsprinkhaan